# Red Castle
Das Red Castle of Lunan ist die Ruine eines Wohnturms etwa 6,5 km südsüdwestlich von Montrose an der Küste der schottischen Council Area Angus.

## Geschichte
Das erste Gebäude an dieser Stelle wurde im Auftrag von König Wilhelm dem Löwen Ende des 12. Jahrhunderts errichtet, um Angriffe der Wikinger auf die Lunan Bay abzuwehren. Es gibt aber auch Beweise dafür, dass König Wilhelm öfters während Jagdausflügen dort weilte. 1194 verlehnte König Wilhelm die Burg und die Ländereien um das Dorf Inverkeilor, 2 km östlich der Burg, an Walter of Berkeley, den Great Chamberlain of Scotland. Nach dessen Tod fielen die Ländereien um Inverkeilor zusammen mit der Burg an Ingram de Balliol, der die Erbin von Walter de Berkeley geheiratet hatte. Er ließ die Burg neu bauen und das Anwesen blieb für zwei Generationen in dieser Familie. Als der Enkel, ebenfalls Ingram de Balliol, der 1280–1284 wirkte, um 1305 kinderlos starb, fiel das Anwesen an den Sohn von Constance de Balliol, Henry de Fishburn.
Das Anwesen wurde während der Wiederzuteilung durch König Robert the Bruce an die Krone verwirkt; dieser gab die Burg an den Earl of Ross. In Dokumenten von 1286 wird die Burg als „rubeum castrum“ (dt.: rote Burg) bezeichnet, was sich auf den flammend roten Sandstein bezog, der typisch für diese Gegend ist.
1579 heiratete James, der Sohn von Lord Gray, Lady Elizabeth Beaton, der die Burg gehörte, und verliebte sich in ihre Tochter. Nachdem Lady Beaton ihn hinausgeworfen hatte, belagerte Gray (zusammen mit seinem Bruder Andrew of Dunninald) die Burg zwei Jahre lang und räucherte schließlich die Bewohner aus. Seit dieser Zeit verfiel die Burg und war, obwohl sie noch bis 1770 teilweise ein Dach hatte, niemals mehr eine Residenz für einen Adligen. Ihr letzter Bewohner war der Minister von Inverkeilor, ein gewisser James Rait.

## Beschreibung

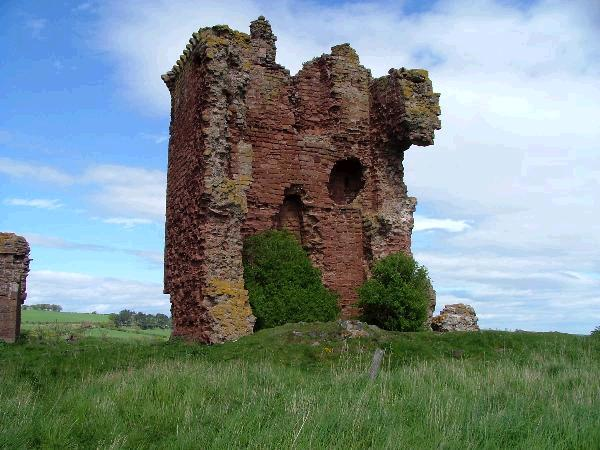
Ruine des Donjons

Red Castle steht auf einem Hügel über der Lunan Bay an der Nordseeküste. Direkt nördlich von Red Castle liegt die Mündung von Lunan Water mit der Siedlung Lunan daneben. Nur ein Teil des rechteckigen Wohnturms aus dem 15. Jahrhundert und die 2 Meter dicke, östliche Kurtine sind erhalten geblieben. Insbesondere der Turm ist in einsturzgefährdetem Zustand, da er an der Kante eines Hügels über der Lunan Bay thront, und wurde 1999 als „in unmittelbarer Einsturzgefahr“ beschrieben. Die Burgruine ist von der Fernstraße A92 und von der Eisenbahnlinie Edinburgh-Aberdeen aus deutlich sichtbar. Die Überreste sind die des Donjons aus dem 15. Jahrhundert und der umgebenden Kurtine, die aus dem 13. Jahrhundert stammen könnte. Ein Køkkenmødding unter der Burg erodiert zunehmend und gab eine Reihe von Artefakten frei, die heute im Montrose Museum ausgestellt sind.
Die Ruinen sind als Scheduled Monument geschützt.